# 斯韦勒·因戈尔夫·海于格利
斯韦勒·因戈尔夫·海于格利（挪威語：Sverre Ingolf Haugli，1925年4月23日—1986年10月18日），挪威男子速度滑冰运动员。他曾代表挪威参加1952年和1956年冬季奥林匹克运动会速度滑冰比赛，获得一枚铜牌。